# Raúl Castronovo
Raúl Osvaldo Castronovo Zanón (* 11. Januar 1949 in Rosario) ist ein ehemaliger argentinischer Fußballspieler. Er begann seine sportliche Laufbahn im Alter von 19 Jahren bei Rosario Central in seiner Heimatstadt und wechselte nach zwei Jahren zum uruguayischen Spitzenclub Club Atlético Peñarol. Obwohl er in Diensten der Schwarz-Gelben mit zehn Treffern sogleich Torschützenkönig der Copa Libertadores 1971 wurde (gemeinsam mit Luis Artime vom Club Nacional de Football), verließ er den Verein nach nur einer Spielzeit in Richtung Europa und wurde vom AS Nancy verpflichtet. Dort erlebte Castronovo bis 1974 die erfolgreichste Zeit seiner Karriere, ehe er sechs weitere Jahre für vier spanische Mannschaften antrat.